# Bilal Hajji
Bilal Hajji, também conhecido como The Chef, é um compositor e produtor musical sueco.